# Barbaste
Barbaste  ist eine Gemeinde mit 1498 Einwohnern (Stand 1. Januar 2022) in Frankreich im Département Lot-et-Garonne in der Region Nouvelle-Aquitaine.

## Geografie
Die Stadt liegt am Ufer des Flusses Gélise, der in Lavardac in die Baïse einmündet. Barbaste liegt im Weinbaugebiet Buzet.

## Geschichte
- Auf der Ténarèze, einer gallo-römischen Straße zwischen den Pyrenäen und der Garonne, wurde bereits im 12. Jahrhundert eine romanische Brücke mit zehn Bögen über die Gélise erbaut.
- Ein Jahrhundert später wurde eine mit Türmen befestigte Wassermühle von den örtlichen Herren errichtet, bevor sie 1308 von der Familie d’Albret gekauft wurde. Sie hat einen quadratischen Grundriss von 15 m Seitenlänge und ist von vier zinnenbewehrten quadratischen Türmen von etwa 29 m Höhe flankiert. Da sie nahe der Brücke liegt, wurde sie auch als Festung für die Einhebung der Maut genutzt. Im 16. und 17. Jahrhundert war sie mehr Schloss als Mühle und wurde häufig vom französischen König Henri IV., der aus der Familie d’Albret hervorging und Besitzer der Mühle wurde, auf der Durchreise und auf der Jagd besucht. Anfang des 19. Jahrhunderts wurde sie verkauft und die neuen Eigentümer bauten 1821 mit dem Maison Aunac einen prächtigen Wohnsitz hinzu.

## Bevölkerungsentwicklung
| Jahr      | 1962 | 1968 | 1975 | 1982 | 1990 | 1999 | 2010 | 2018 |
| Einwohner | 1340 | 1354 | 1373 | 1316 | 1354 | 1416 | 1500 | 1522 |

Quellen: Cassini und INSEE

## Sehenswürdigkeiten
- Romanische Brücke über die Gélise

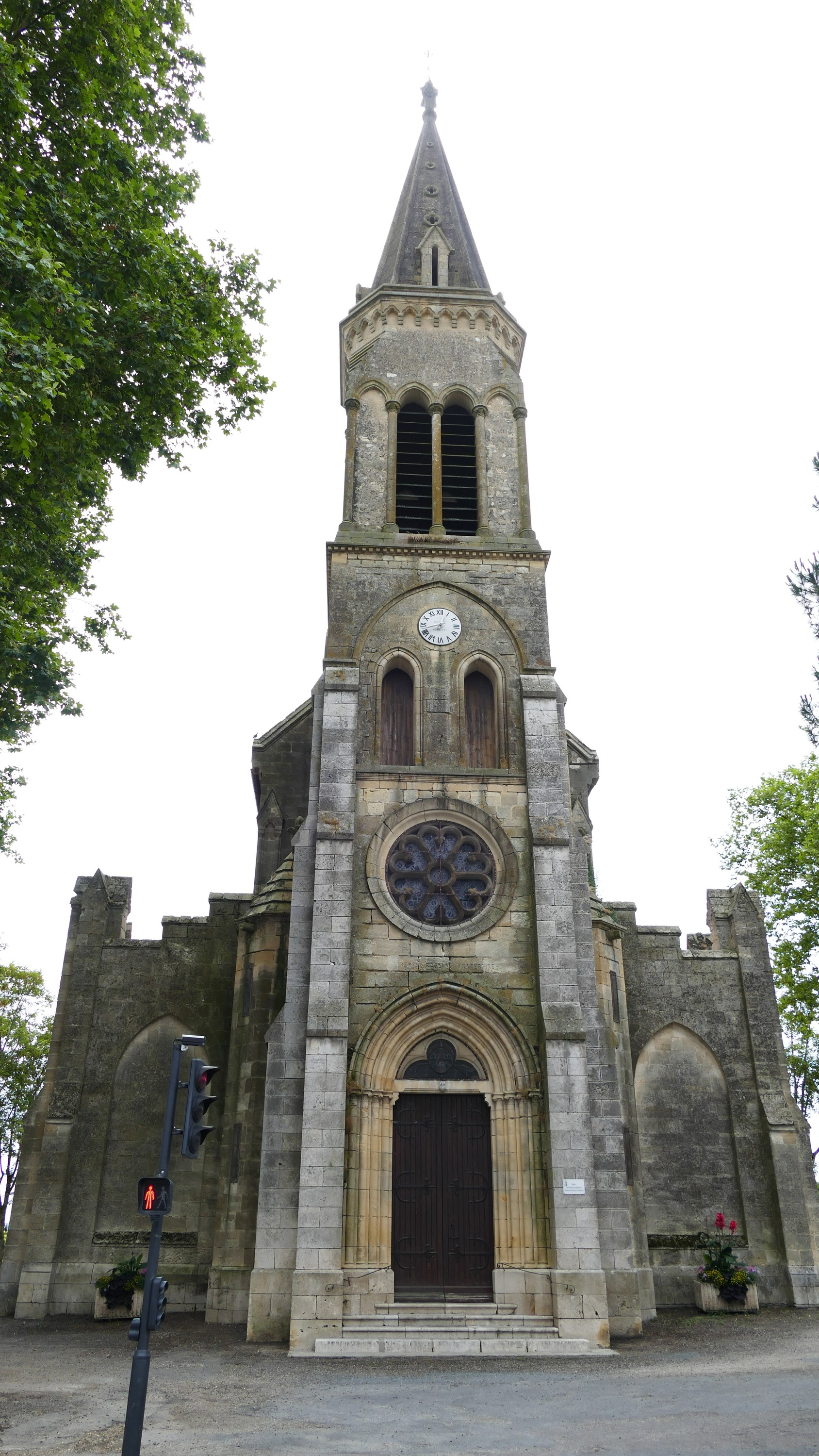
Kirche Notre-Dame
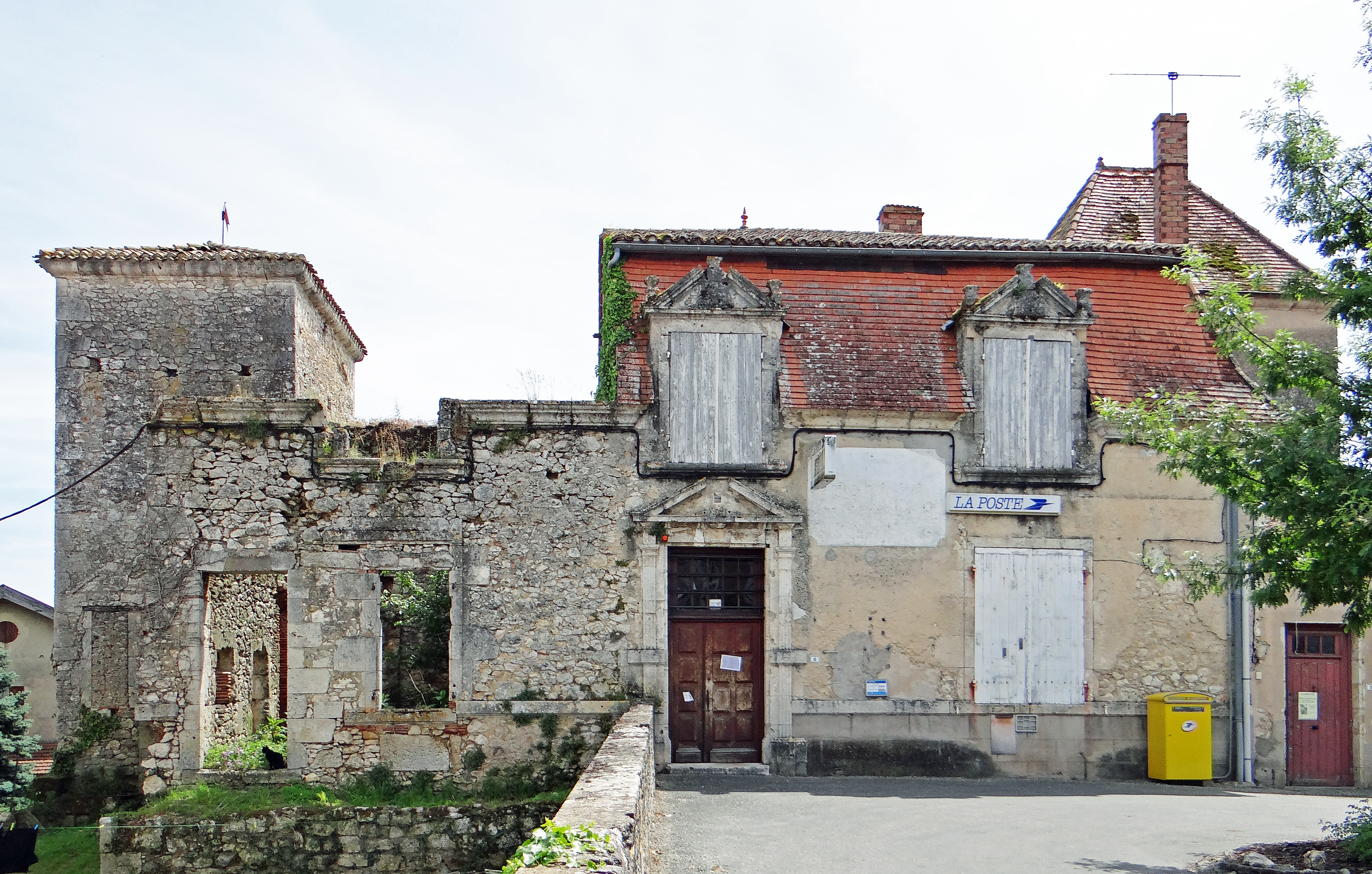
Château de Barbastre
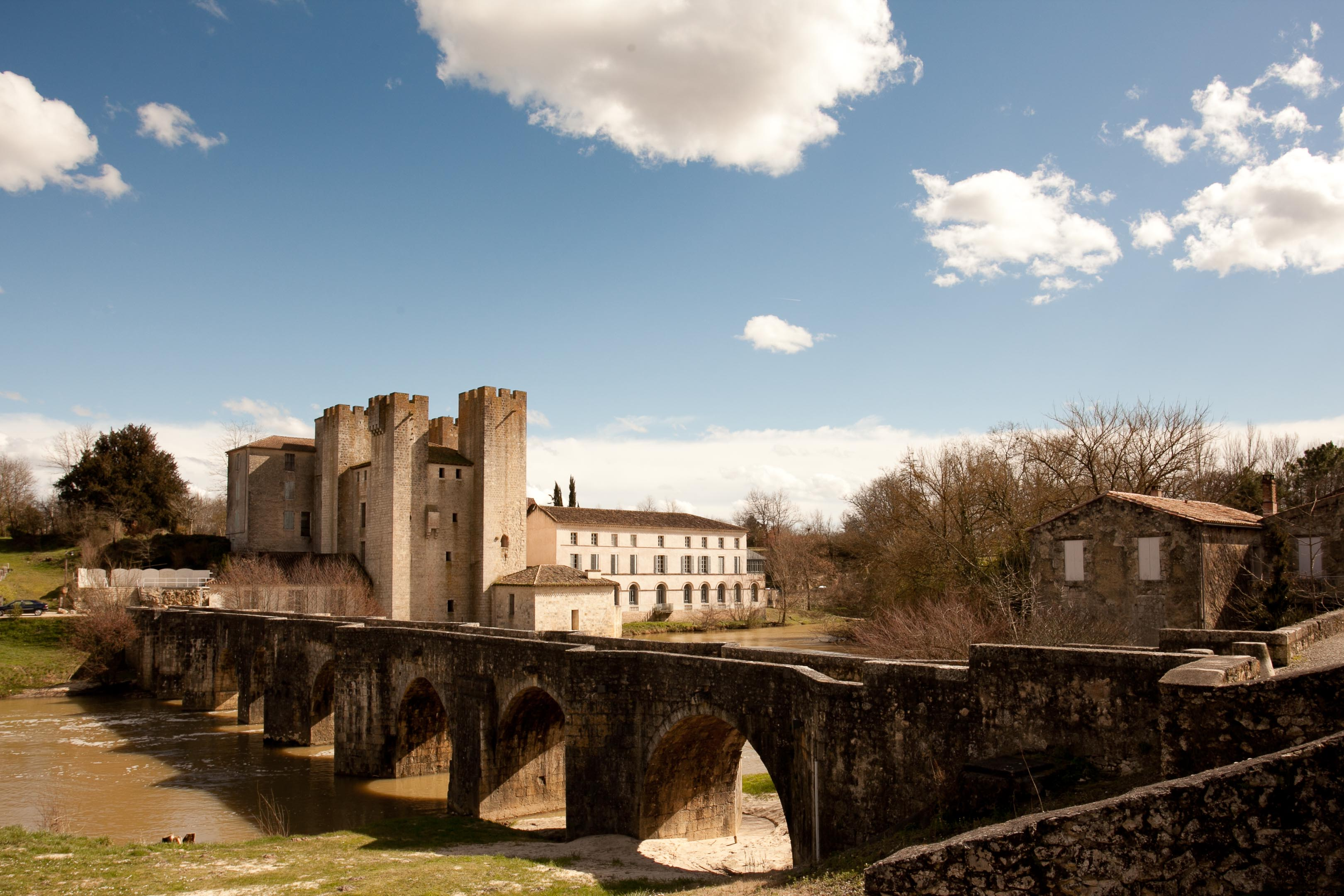
Romanische Brücke zur Mühle

- Befestigte Mühle von Barbaste

- Kirche Notre-Dame
- Château de Barbastre
- Romanische Brücke zur Mühle